# Notranji Jupitrovi sateliti
Notranji Jupitrovi sateliti so štiri manjše lune, ki krožijo okoli Jupitra. Ti sateliti so tesno povezani z Jupitrovimi obroči in so tako vir kot tudi ponor gradiva prstanov. Premer njihovih velikih polosi znaša od 128.000 do 222.000 km.
Skupino sestavljajo (po naraščajoči oddaljenosti od Jupitra):
- Metis
- Adrasteja
- Amalteja, največja v skupini, daje skupini ime
- Teba